# Пуумала
Пу́умала (фин. Puumala) — муниципалитет в регионе Южное Саво в Восточной Финляндии.
Население составляет 2,727 (2008), а площадь — 1,237.92 км². Плотность населения — 3 человека на км².
Муниципалитет моноязычен (Финский язык). Инициатива шести муниципалитетов — Тохмаярви, Иматра, Лаппеэнранта, Пуумала, Миккели и Савонлинна, ходатайствующих о 5-летнем проекте, в рамках которого в школах этих муниципалитетов было бы возможно заменить изучение шведского языка изучением русского языка, начиная с 7-го класса, не нашла полного одобрения в правительстве.
27 июня 1788 в этом приграничном посёлке шведы, переодетые в российскую униформу, устроили перестрелку, ставшую для короля Густава III формальным предлогом к началу Русско-шведской войны (1788—1790).

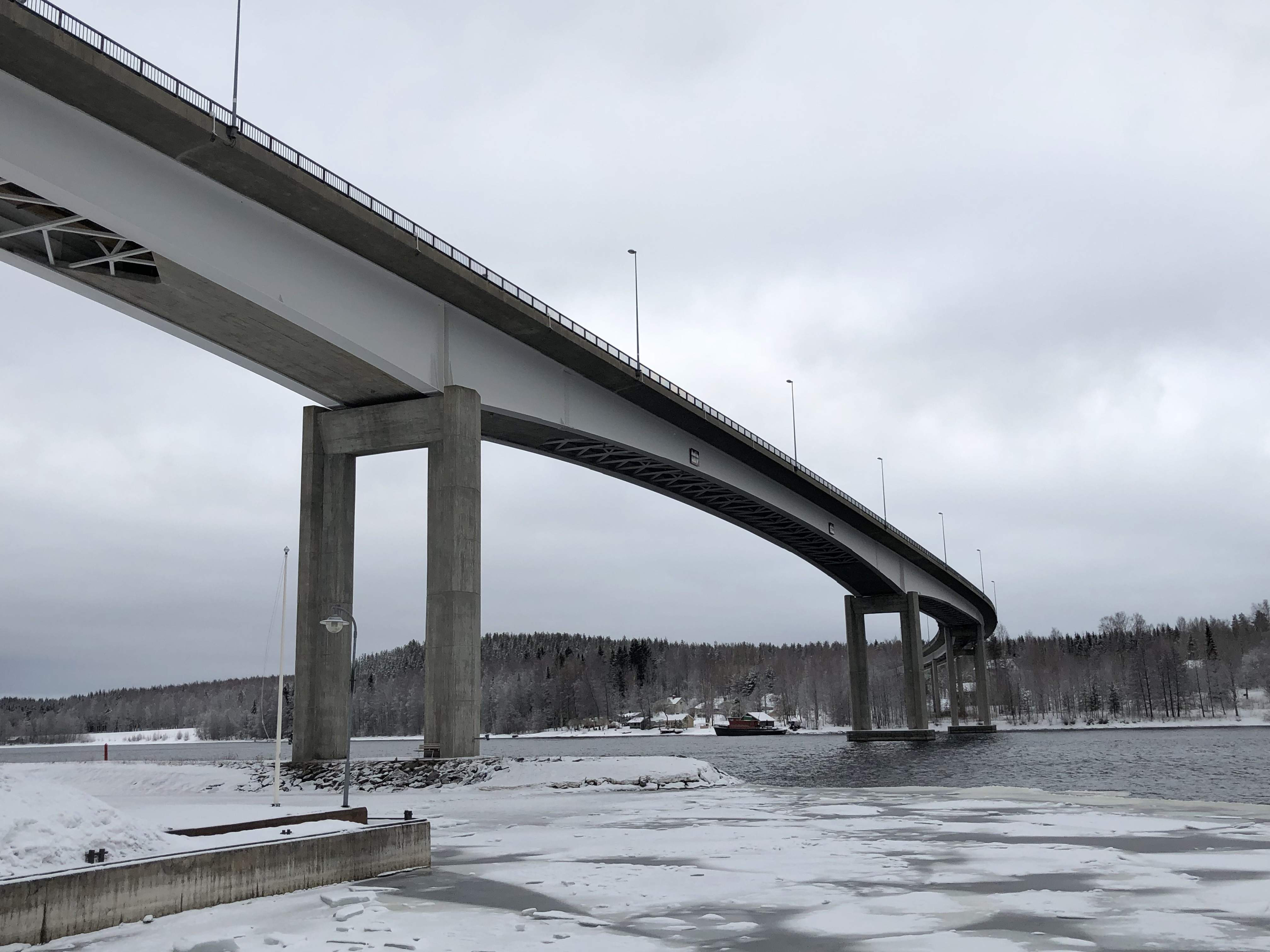
Пуумала. Мост

До 1995 года два берега озера Саймаа в городе Пуумала соединял паром, но в 1995 году был построен мост длиной 781 метр.

## Галерея

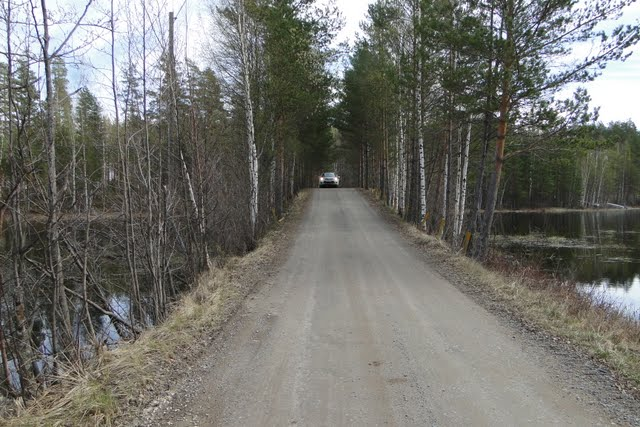
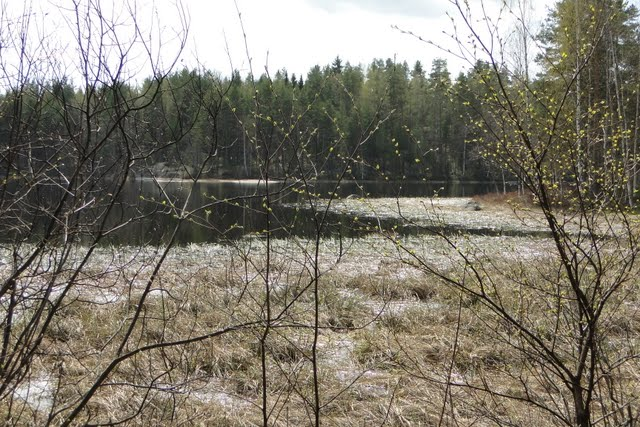
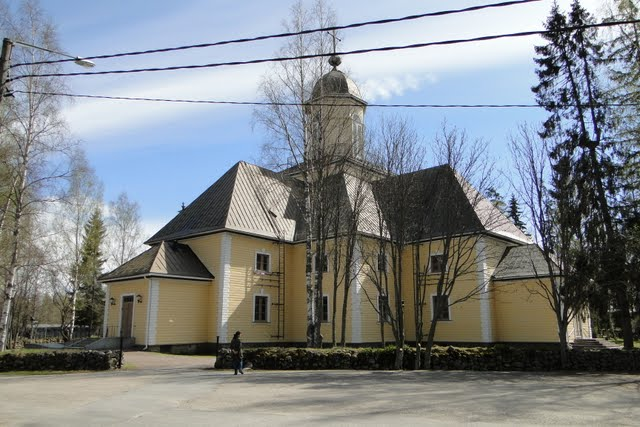
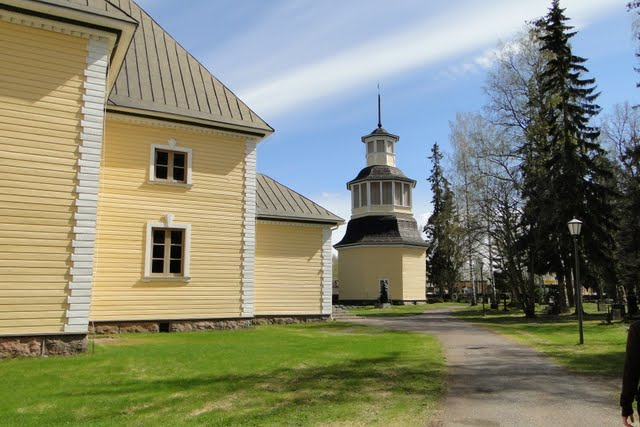